# Мартынов, Сергей (легкоатлет)
Сергей Мартынов (род. 18 апреля 1945) — советский легкоатлет, специалист по прыжкам в высоту. Выступал за сборную СССР по лёгкой атлетике в 1960-х и 1970-х годах, серебряный и бронзовый призёр чемпионатов СССР, победитель первенств всесоюзного значения, участник чемпионата Европы в Афинах. Представлял Москву и спортивное общество «Буревестник».

## Биография
Сергей Мартынов родился 18 апреля 1945 года. Занимался лёгкой атлетикой в Москве под руководством тренера Э. Б. Иванова, выступал за добровольное спортивное общество «Буревестник».
Первого серьёзного успеха на всесоюзном уровне добился в сезоне 1965 года, когда на чемпионате СССР в Алма-Ате с результатом 2,10 выиграл серебряную медаль в зачёте прыжков в высоту, уступив лишь днепропетровцу Андрею Хмарскому.
В 1969 году на чемпионате СССР в Киеве прыгнул на 2,06 метра, завоевав бронзовую награду. Благодаря этому успешному выступлению вошёл в основной состав советской сборной и удостоился права защищать честь страны на чемпионате Европы в Афинах — на предварительном квалификационном этапе установил свой личный рекорд в прыжках в высоту — 2,11 метра, тогда как в финале в с результатом в 2,00 метра занял 15-е место.
В 1971 году показал результат 2,17 метра, шестой результат среди всех прыгунов в высоту СССР в этом году.